# Club Baloncesto Axarquía
Il Club Baloncesto Comarca de la Axarquía , meglio conosciuto come Clínicas Rincón per questioni di sponsorizzazione, è una società cestistica avente sede a Vélez-Málaga, in Andalusia (Spagna). Fondato il 16 luglio del 1968, gioca nella Liga LEB Oro.
Disputa le partite interne nella Ciudad Deportiva de Carranque di Malaga, che ha una capacità di 1.500 spettatori.

## Storia

### Gli inizi
I primi passi del basket nella comarca di Axarquía cominciano alla fine degli anni '60 a Vélez-Málaga. Vi erano due enclavi del basket, in questa città che si può considerare la capitale del basket locale. Una nata nel collegio dei frati Francescani grazie all'iniziativa di padre Dionisio, l'altra presso l'istituto Reyes Católicos.
Già negli anni '70 si decise di formare una squadra provinciale formata dai membri dell'istituto Reyes Católicos, che praticavano tale sport in campetti all'aperto con sterrato nel cortile di una scuola superiore secondaria.
Ma è negli anni '80 che la pallacanestro ebbe un impulso tale da diffondersi in maniera capillare tra le giovani generazioni. Nella stagione 1984-85 viene costituita anche la squadra juniores femminile, mentre quella maschile ottenne i primi risultati positivi in campo provinciale e in tutta l'Andalusia. La società, che all'epoca si chiamava Club Polideportivo di San Miguel, partecipò al campionato provinciale giocando le partite interne al Colegio Augusto Santiago Bellido "Reñidero". Il Club Deportivo, in quegli anni, riuscì ad avere anche più di una squadra nei campionati provinciali. Nel frattempo, nel paese di Torre del Mar alcuni ragazzi iniziarono a praticare il basket, partecipando a tornei locali organizzati dal Patronato Deportivo.

### La fondazione del CB Axarquía
Era il 1988 quando un gruppo di appassionati di basket fondarono il Club de Baloncesto Comarca de la Ajarquía. Nel ruolo di presidente fu nominato Paco Gonzalez che decise di dotare la comarca di una struttura degna della pratica del basket. il primo sponsor fu El Zoco de la Axarquía. La squadrà poté così partecipare al suo primo campionato: la 1ª Divisione Autonómica, dove vinse il match inaugurale contro l'Almerimar. Come stemma della squadra venne scelto un camaleonte, disegnato dal pittore Jurado Juan Lorca.
Nella stagione 1989-90, la compagine femminile arriva a disputare la 2ª Divisione Nazionale, dove resta per cinque stagioni.
Le stagioni passano senza grandi sconvolgimenti sino a quella del 1993-94 dove la squadra si prepara ad affrontare la 1ª divisione andalusa. Il nuovo presidente è Rafael Abad, che si impegna a promuovere i giocatori locali anche al di fuori dei confini provinciali.
Negli anni seguenti la squadra, per vari motivi, non riesce a partecipare alle competizioni locali. Subentra un nuovo consiglio di amministrazione, guidato da Antonio Moreno Ferrer, con l'obiettivo di far crescere la squadra in prospettiva futura. Ma l'anno seguente, è Federico Heredia Ruiz ad assumere la presidenza, con la squadra che riesce a disputare la Lega Provinciale allenata dal locale Ramon Perez.
Fino a quel momento il cuore del team aveva sempre fatto parte del Sport Patronato de Vélez-Málaga, ma nella stagione 1996-97 il Basket Club Axarquía decide di uscirne fuori,disputando la prima serie provinciale con una rosa di alto livello.
Juani Ocón prende le redini della panchina per essere sostituito, l'anno dopo, da Ricardo Bandrés. La squadra raggiunse la promozione nel primo campionato nazionale col nome di Búfalo Axarquía, restandoci per due stagioni.

### Anni 2000
Nella stagione 2003-04 il club decide di fare sul serio, con l'innesto di veterani, esperti delle categorie maggiori del campionato nazionale. È in questo modo che la squadra raggiunge il terzo posto, che permette la promozione in Lega LEB 2.
Nel 2004 la squadra ebbe la possibilità di partecipare alla Lega LEB Bronzo grazie all'acquisizione del titolo di un altro team.
A metà della stagione, il gestore della clinica Rincon, Rincon Manuel Granados assunse il ruolo di presidente e coinvolse la sua società nel progetto di sostentamento della squadra. È in questo periodo che il club comincia ad intessere strette collaborazioni con l'Unicaja Malaga, che continuerà a fornire al club numerosi innesti di categoria, permettendogli di raggiungere la Liga LEB Oro.

### 2010 - presente
Nel luglio del 2013, la FEB ha annunciato ufficialmente che il Clínicas Rincón avrebbe giocato nella lega LEB Oro per la stagione 2013-14.

## Roster 2013-2014
| N° | Naz.                   | Ruolo | Sportivo                |  | Alt. |     |
| -- | ---------------------- | ----- | ----------------------- |  | ---- | --- |
| 4  | Spagna (bandiera)      | P     | Pepe Pozas              |  | 182  | 71  |
| 5  | Regno Unito (bandiera) | G     | Mo Soluade              |  | 196  | 89  |
| 6  | Spagna (bandiera)      | G     | Luis Conde              |  | 191  | 73  |
| 7  | Rep. Ceca (bandiera)   | AP    | Jan Švandrlík           |  | 197  | 92  |
| 8  | Spagna (bandiera)      | AP    | Víctor Ruiz de Carranza |  | 198  | 80  |
| 9  | Serbia (bandiera)      | G     | Dejan Todorović         |  | 196  | 89  |
| 10 | Spagna (bandiera)      | P     | Alberto Díaz            |  | 188  | 81  |
| 12 | Spagna (bandiera)      | P     | Rubén Gutiérrez         |  | 188  | 82  |
| 14 | Spagna (bandiera)      | C     | El-Hadji Malick Fall    |  | 211  | 93  |
| 19 | Spagna (bandiera)      | C     | Maodo Nguirane          |  | 210  | 105 |
| 22 | Lituania (bandiera)    | AG    | Sabonis, Tautvydas      |  | 203  | 92  |
| 44 | Spagna (bandiera)      | AG    | Ricardo Guillén         |  | 206  | 110 |

## Staff tecnico 2013-2014
- Allenatore: Francisco José Tomé González